# The Galaxy, and the Ground Within
The Galaxy, and the Ground Within é um romance de ficção científica de 2021 de Becky Chambers, publicado pela Harper Voyager. É uma continuação de The Long Way to a Small, Angry Planet, A Closed and Common Orbit e Record of a Spaceborn Few.

## Sinopse
O romance se passa no Five-Hop One-Stop, um posto de abastecimento e licenciamento localizado no planeta Gora, que não tinha vida antes de ser colonizado pelas várias raças alienígenas que se estabeleceram lá. Gora foi colonizada apenas por causa de sua proximidade com um centro de trânsito onde vários túneis se encontram. Uma falha técnica faz com que quase todos os satélites em órbita ao redor de Gora caiam e todo o tráfego fica interrompido por vários dias. Os cinco protagonistas ficam presos juntos no Five-Hop One-Stop por vários dias e acabam confrontando suas semelhanças, diferenças, preconceitos e desafios pessoais.

## Personagens principais
- Pei, uma Aeluon, é uma cargueira que está a caminho de encontrar seu amante secreto Ashby, o capitão humano do Wayfarer de The Long Way to a Small, Angry Planet.
- Speaker, uma Akarak, é uma comerciante que ajuda outros membros de sua espécie, que tem uma história difícil.
- Roveg, um quelin, é um artista exilado que está a caminho de ver seus filhos pela primeira vez em muitos anos.
- Ouloo, um Laru, é o dono do Five-Hop One-Stop, o lugar onde quase todo o romance se passa.
- Tupo, um Laru, é filho de Ouloo e ajuda a administrar o Five-Hop One-Stop.
- Tracker, uma Akarak, é a irmã gêmea de Speaker que fica na nave deles em órbita durante os eventos do romance.

## Recepção
Vanessa Armstrong, do Tor.com, observou que "Embora seja provável que Chambers tenha começado este livro antes dos eventos de 2020, uma leitura pós-pandemia (bem, quase pós, espero) não pode deixar de ressoar com nossa própria pausa inesperada, como uma parada não planejada e indesejada para onde pensamos que estamos indo pode mudar as coisas irrevogavelmente."
A Publishers Weekly observou que "há alguns momentos reais de ansiedade para manter as páginas virando, mas os destaques são os debates substanciais dos personagens e a exploração deliciosa de Chambers sobre as diferenças culturais".
O romance foi indicado ao Prêmio Hugo de Melhor Romance de 2022.